# Catfish
Catfish är en amerikansk dokumentärfilm från 2010. Filmen är regisserad av Ariel Schulman och Henry Joost, som även skrivit manus. Den följer hur huvudpersonen, fotografen Nev (Yaniv) Schulman, bror till Ariel, bygger upp en romantisk relation med en kvinna via Facebook och andra sociala medier för att till slut möta henne i verkliga livet.